# 星巴克臻选
星巴克臻选（Starbucks Reserve）是咖啡连锁品牌星巴克推出的一個項目。该項目包括名為星巴克臻选™的高端咖啡豆以及名為臻选烘焙工坊店（Roastery）、臻选门店（Reserve store）和甄选咖啡店（Reserve bar）的店鋪。其中臻选烘焙工坊店規模最大，臻选门店又略大於甄选咖啡店。

## 历史
星巴克為在高端咖啡市场上與斯坦普頓咖啡、迪拉诺斯咖啡烘焙机和藍瓶咖啡等咖啡零售商竞争，於是開啟星巴克臻選項目。
2010年，星巴克开始在網上和少数零售門店销售包括阿拉比卡咖啡在內的星巴克臻选咖啡豆。后来该公司在拉丁美洲开设了第一家臻選店鋪，这是一家三层楼的商店，仅销售哥倫比亞咖啡。2014年12月，星巴克第一家臻选烘焙工坊店在西雅图开业。

## 地点

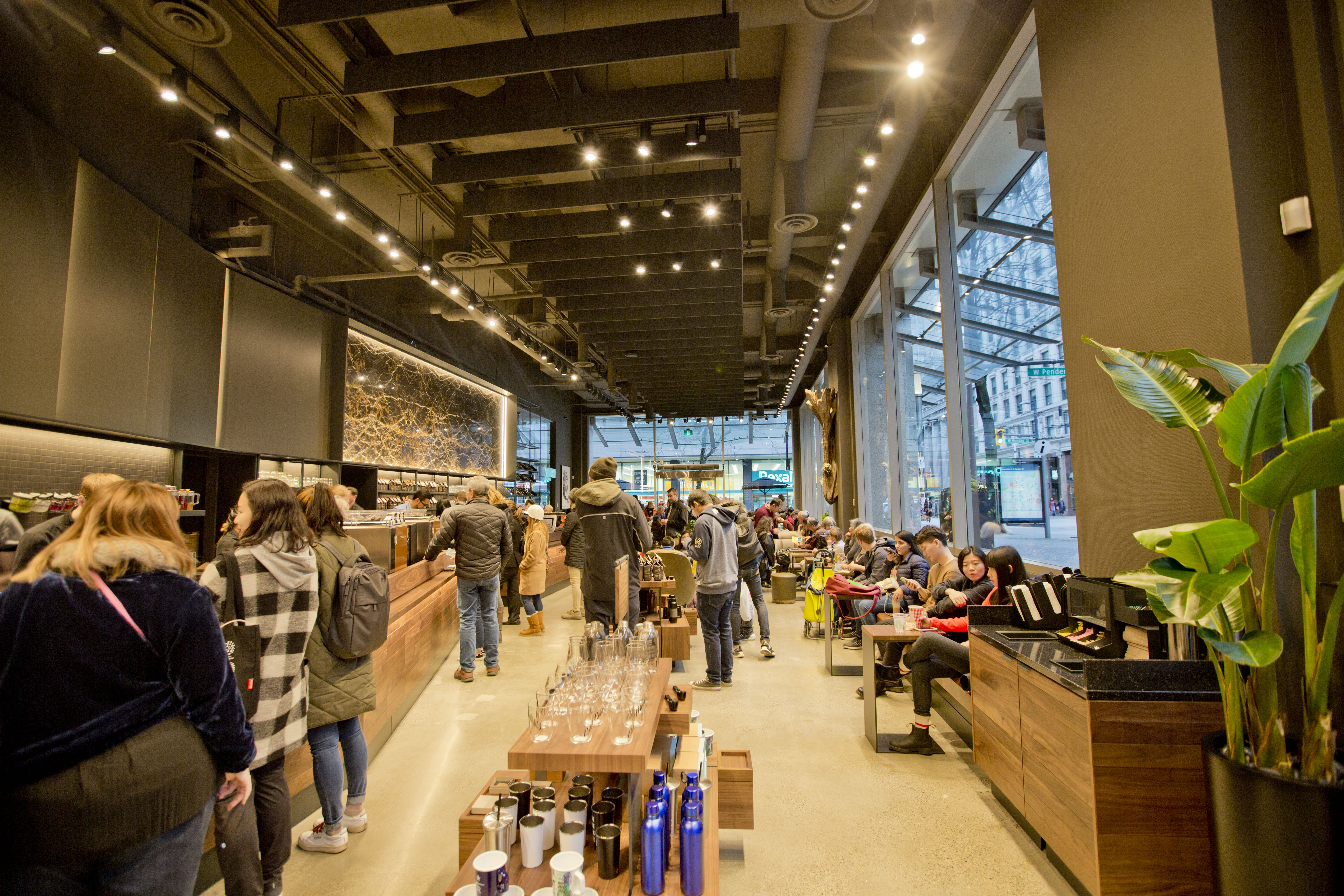
位於加拿大溫哥華的一家臻选門店

目前星巴克在西雅圖（2014年）、上海（2017年）、米蘭（2018年）、纽约（2018年）、東京（2019年）和芝加哥（2019年）開设有臻选烘焙工坊店。星巴克計劃在全球范围内開設20至30个臻选烘焙工坊店。

### 臻选烘焙工坊店

#### 西雅图

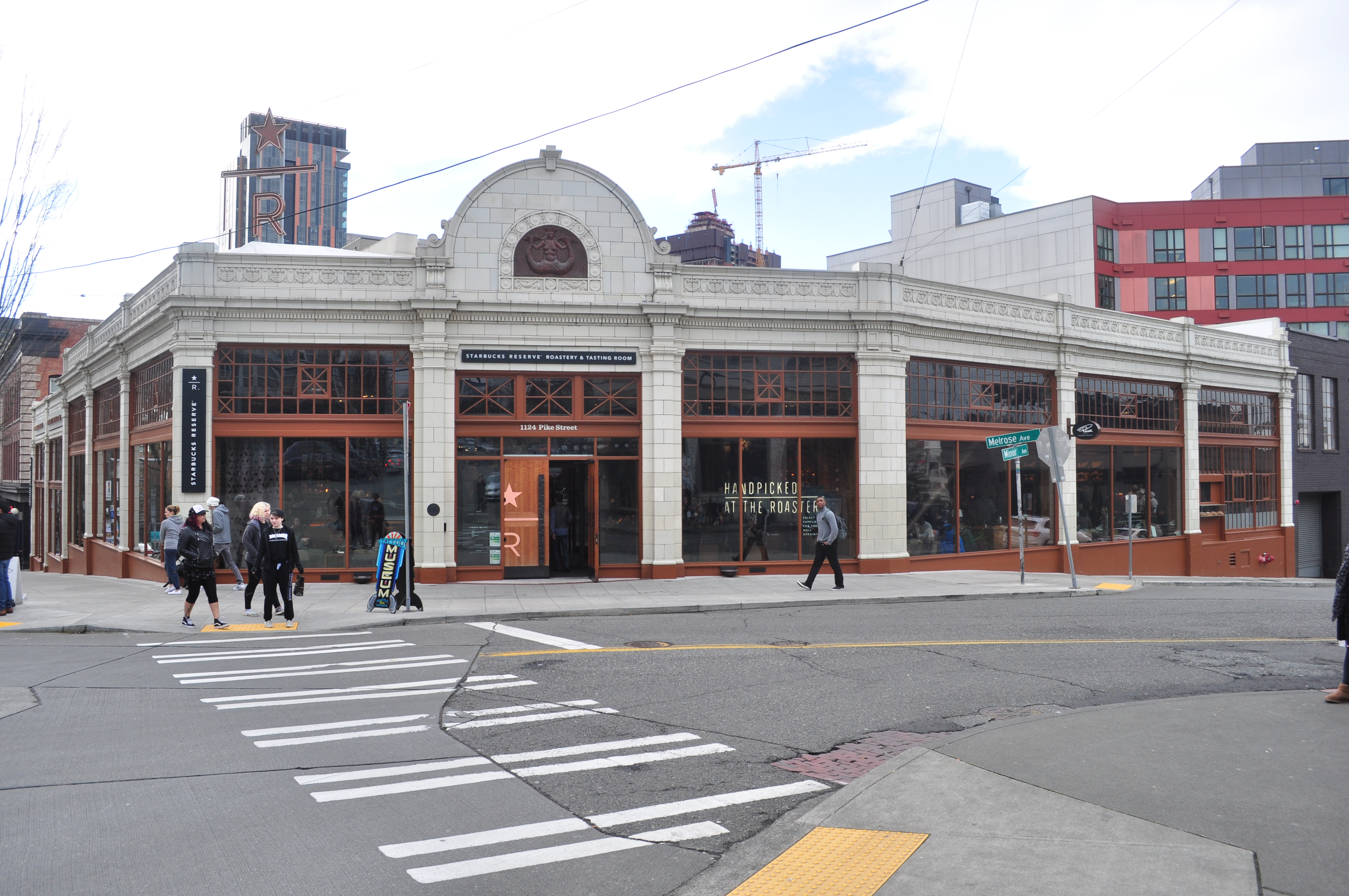
位於西雅图的臻选烘焙工坊店

星巴克的第一家臻选烘焙工坊店于2014年12月在西雅图國會山附近开业，面積為15,000平方英尺（1,400平方）。

#### 上海

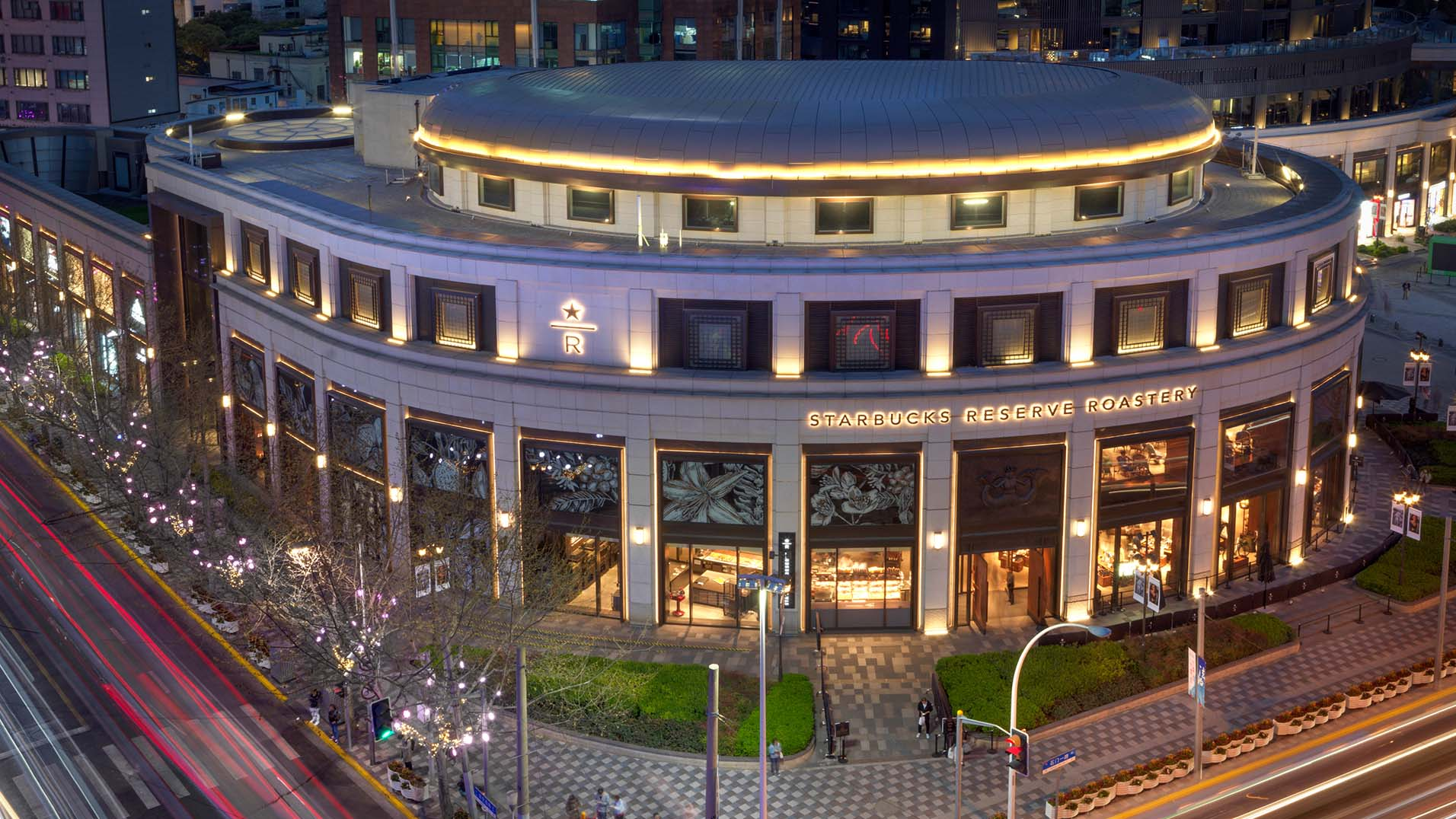
星巴克臻选® 上海烘焙工坊

星巴克臻选上海烘焙工坊位于興業太古滙，它于2017年12月开业，當時一度是全球最大的星巴克分店。星巴克臻选® 上海烘焙工坊面积为30,000平方英尺（2,800平方）。

#### 米兰

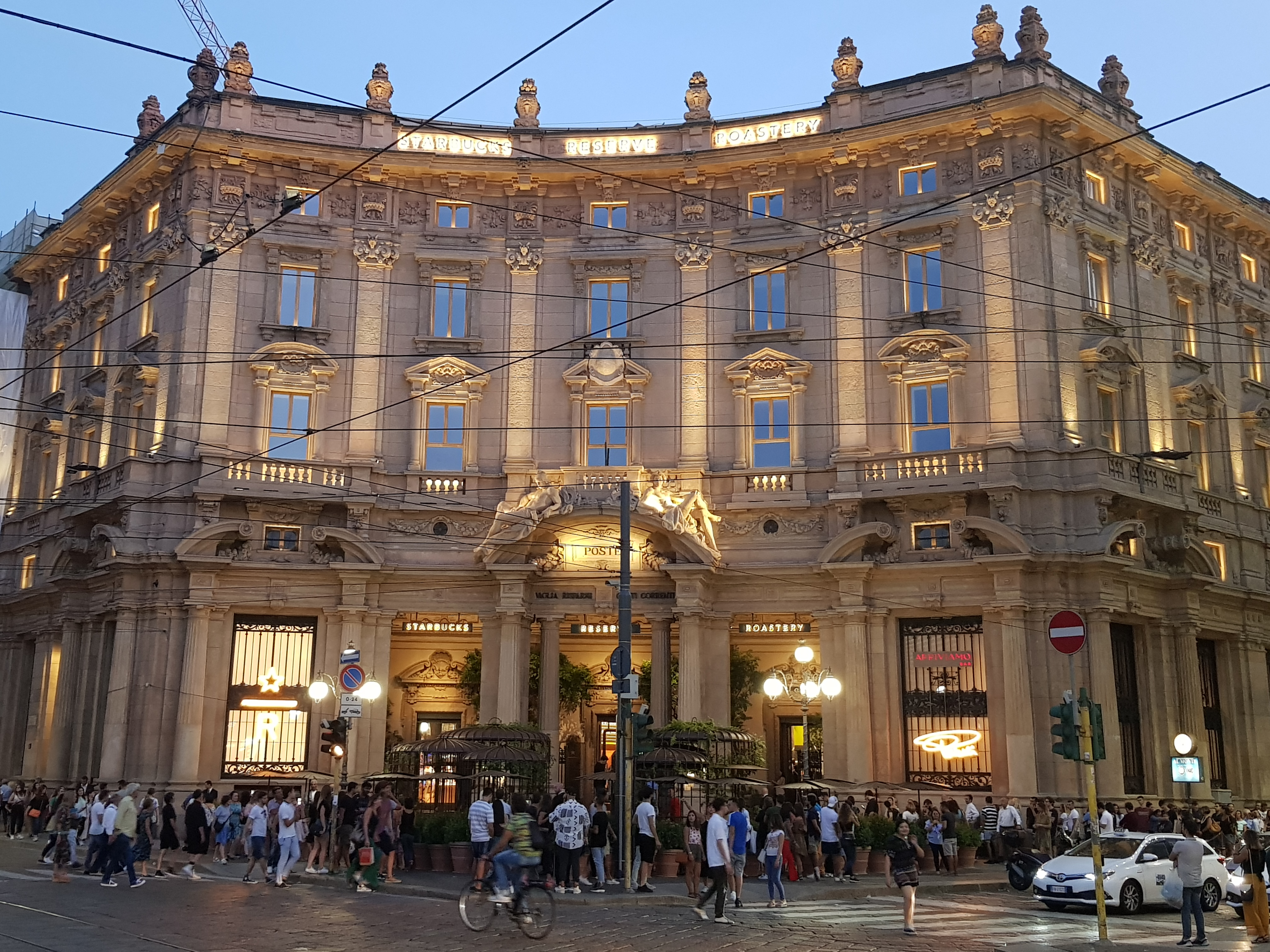
米兰臻选烘焙工坊店

米兰的臻选烘焙工坊店位于米蘭市中心广场科尔杜西奥广场的布罗吉宫，這裡以前是米蘭的证券交易所和邮局大楼。米兰臻选烘焙工坊店于2018年9月7日开业。它是星巴克在欧洲最大的分店，面積為25,000平方英尺（2,300平方）。

#### 纽约
纽约的臻选烘焙工坊店位于曼哈頓切尔西区，面積為23,000平方英尺（2,100平方）。

#### 东京

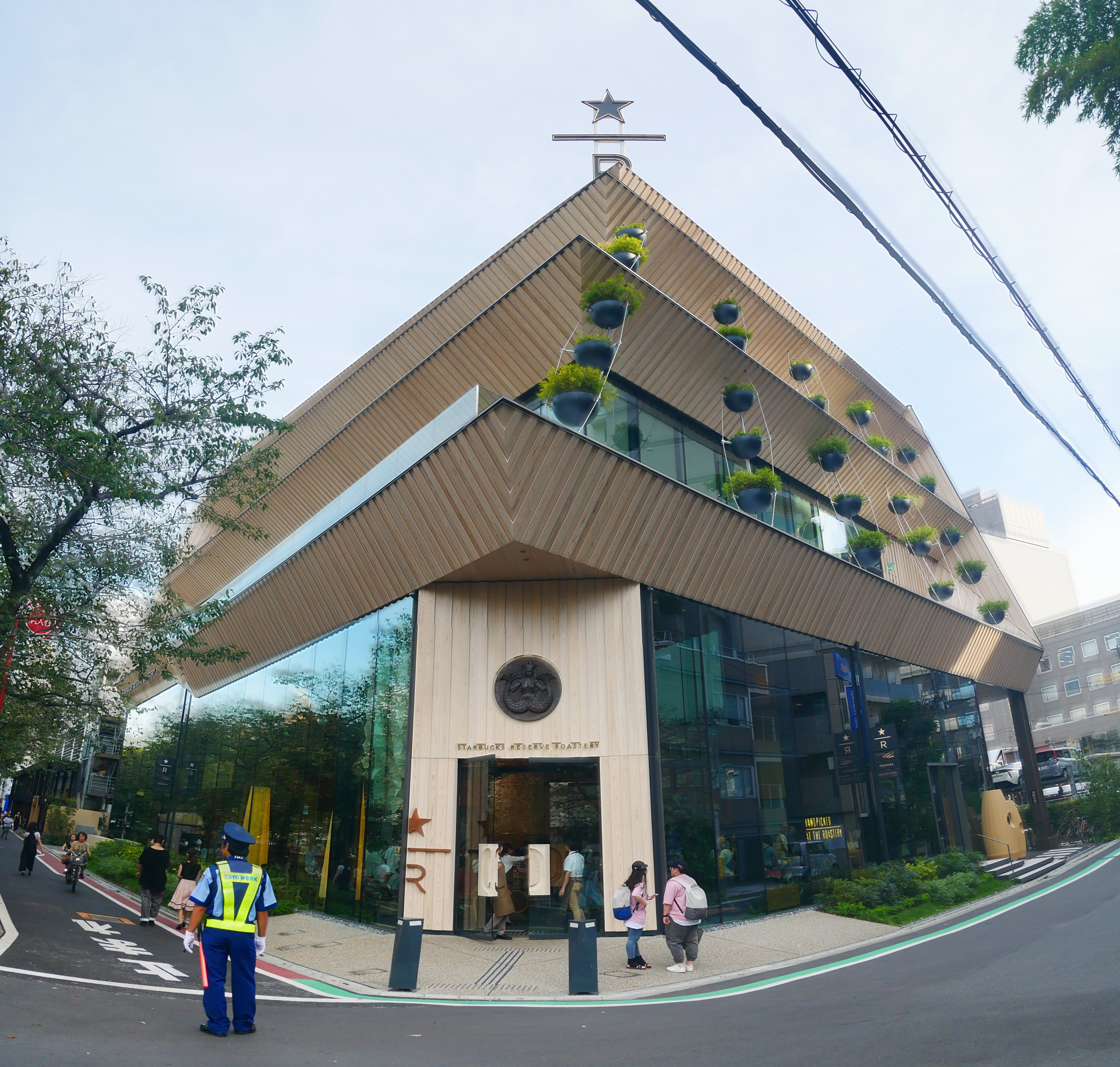
东京臻选烘焙工坊店

东京臻选烘焙工坊店于2019年2月28日在东京中目黑开业，面积约为32,000平方英尺（3,000平方），該店由隈研吾设计，建築材料是日本柳杉。

#### 芝加哥

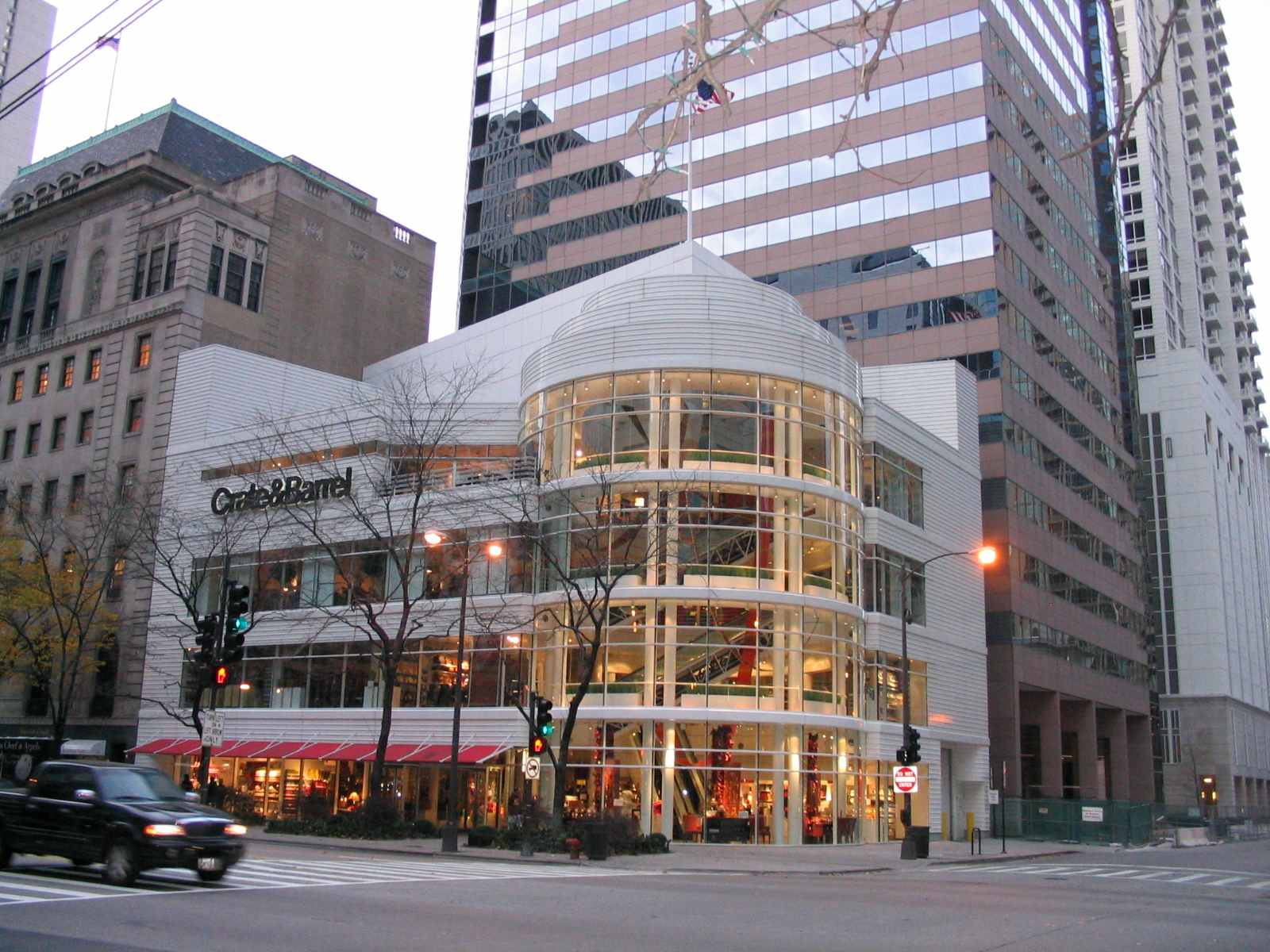
2004年，芝加哥的Crate＆Barrel旗舰店，目前已成為芝加哥臻选烘焙工坊店

芝加哥臻选烘焙工坊店于2019年11月15日开业，是全球最大的星巴克咖啡店。它位於华丽一英里，門店共有四个楼层，面積為 43,000平方英尺（4,000平方）。它以前是箱桶之家的旗舰店。